# Natallja Schykalenka
Natallja Iwanauna Schykalenka (belarussisch Наталля Іванаўна Шыкаленка, englisch Natallia Shykalenka; russisch Наталья Ивановна Шиколенко, Natalja Iwanowna Schikolenko, daraus englisch Natalya Shikolenko; * 1. August 1964 in Andijon, Usbekische SSR, Sowjetunion; † 15. Mai 2025 in Gelendschik, Region Krasnodar, Russland) war eine sowjetische bzw. belarussische Speerwerferin, die 1992 für die Gemeinschaft Unabhängiger Staaten antrat.

## Leben und Karriere
Bei den Leichtathletik-Weltmeisterschaften 1987 in Rom schied sie in der Qualifikation aus. Bei den Goodwill Games 1990 gewann sie vor ihrer Schwester Tatjana Schikolenko. Ein Jahr später, bei den Weltmeisterschaften 1991 in Tokio, wurde sie Elfte.
1990 und 1991 gewann sie die Sowjetische Meisterschaft, 1992 wurde sie Meisterin der GUS und 1993 Meisterin von Belarus.
Für die Gemeinschaft unabhängiger Staaten holte Natallja Schykalenka bei den Olympischen Spielen 1992 in Barcelona mit 68,26 m Silber hinter der Deutschen Silke Renk, die mit 68,34 m acht Zentimeter weiter warf.
Bei den Weltmeisterschaften 1993 in Stuttgart traten beide Schykalenka-Schwestern für Belarus an. Hinter der Norwegerin Trine Hattestad und der Deutschen Karen Forkel wurde Natallja mit 65,64 m Dritte vor Tatjana mit 65,18 m.
Während sie bei den Europameisterschaften 1994 in Helsinki in der Qualifikation verletzt aufgab, gewann sie im gleichen Jahr die Grand-Prix-Wertung im Speerwurf. Mit 71,40 m gelang ihr am 5. Juni 1994 in Sevilla der weiteste Wurf ihrer Karriere. Ihren größten Erfolg errang sie aber erst 1995. Sie gewann bei den Weltmeisterschaften in Göteborg mit 67,52 m und hatte über zwei Meter Vorsprung auf die zweitplatzierte Rumänin Felicia Țilea.
Zum Ausklang ihrer Karriere wurde sie bei den Olympischen Spielen 1996 in Atlanta Zwölfte mit 58,54 m, nachdem sie in der Qualifikation noch 62,32 m geworfen hatte.
Natallja Schykalenka war 1,82 m groß und wog zu Wettkampfzeiten 80 kg.